# Connor Goldson
Connor Lambert Goldson (Wolverhampton, 18 dicembre 1992) è un calciatore inglese, difensore dell'Arīs Limassol.

## Caratteristiche tecniche
È un difensore centrale.

## Carriera

### Club
Cresciuto nel settore giovanile dello Shrewsbury Town, ha esordito in prima squadra il 1º marzo 2013 in occasione del match di Football League Two perso 3-0 contro il Bury.

## Statistiche

### Presenze e reti nei club
Statistiche aggiornate al 18 maggio 2025.
| Stagione               | Squadra                | Campionato             | Campionato | Campionato | Coppe nazionali | Coppe nazionali | Coppe nazionali | Coppe continentali | Coppe continentali | Coppe continentali | Altre coppe | Altre coppe | Altre coppe | Totale | Totale |
| Stagione               | Squadra                | Comp                   | Pres       | Reti       | Comp            | Pres            | Reti            | Comp               | Pres               | Reti               | Comp        | Pres        | Reti        | Pres   | Reti   |
| ---------------------- | ---------------------- | ---------------------- | ---------- | ---------- | --------------- | --------------- | --------------- | ------------------ | ------------------ | ------------------ | ----------- | ----------- | ----------- | ------ | ------ |
| 2010-2011              | Shrewsbury Town        | FL2                    | 3          | 0          | FACup+CdL       | 0+0             | 0               | -                  | -                  | -                  | -           | -           | -           | 3      | 0      |
| 2011-2012              | Shrewsbury Town        | FL2                    | 4          | 0          | FACup+CdL       | 1+2             | 0               | -                  | -                  | -                  | EFLT        | 0           | 0           | 7      | 0      |
| 2012-2013              | Shrewsbury Town        | FL1                    | 17         | 1          | FACup+CdL       | 0+0             | 0               | -                  | -                  | -                  | EFLT        | 0           | 0           | 17     | 7      |
| 2013- nov.2013         | Shrewsbury Town        | FL1                    | 15         | 0          | FACup+CdL       | 1+1             | 0               | -                  | -                  | -                  | EFLT        | 1           | 0           | 18     | 0      |
| nov.2013- gen.2014     | Cheltenham Town        | FL2                    | 4          | 0          | FACup+CdL       | 0+0             | 0               | -                  | -                  | -                  | EFLT        | 0           | 0           | 4      | 0      |
| gen.2014               | Shrewsbury Town        | FL1                    | 21         | 0          | FACup+CdL       | 0+0             | 0               | -                  | -                  | -                  | EFLT        | 0           | 0           | 21     | 0      |
| 2014-2015              | Shrewsbury Town        | FL2                    | 44         | 7          | FACup+CdL       | 3+4             | 0               | -                  | -                  | -                  | EFLT        | 0           | 0           | 51     | 7      |
| ago. 2015              | Shrewsbury Town        | FL1                    | 2          | 0          | FACup+CdL       | 0+1             | 0               | -                  | -                  | -                  | EFLT        | 0           | 0           | 3      | 0      |
| Totale Shrewsbury Town | Totale Shrewsbury Town | Totale Shrewsbury Town | 106        | 8          |                 | 13              | 0               |                    | -                  | -                  |             | 1           | 0           | 120    | 8      |
| ago.2015-2016          | Brighton               | FLC                    | 25         | 2          | FACup+CdL       | 1+0             | 0               | -                  | -                  | -                  | -           | -           | -           | 26     | 2      |
| 2016-2017              | Brighton               | FLC                    | 5          | 0          | FACup+CdL       | 2+1             | 0               | -                  | -                  | -                  | EFLT        | 2           | 0           | 10     | 0      |
| 2017-2018              | Brighton               | PL                     | 3          | 0          | FACup+CdL       | 3+2             | 1+0             | -                  | -                  | -                  | -           | -           | -           | 8      | 1      |
| Totale Brighton        | Totale Brighton        | Totale Brighton        | 33         | 2          |                 | 9               | 1               |                    | -                  | -                  |             | 2           | 0           | 44     | 3      |
| 2018-2019              | Rangers                | SP                     | 34         | 3          | SC+CdL          | 4+2             | 0               | UEL                | 14                 | 1                  | -           | -           | -           | 54     | 4      |
| 2019-2020              | Rangers                | SP                     | 29         | 3          | SC+CdL          | 2+3             | 0               | UEL                | 18                 | 1                  | -           | -           | -           | 52     | 4      |
| 2020-2021              | Rangers                | SP                     | 38         | 4          | SC+CdL          | 3+2             | 0+1             | UEL                | 13                 | 3                  | -           | -           | -           | 56     | 8      |
| 2021-2022              | Rangers                | SP                     | 36         | 3          | SC+CdL          | 4+3             | 1+0             | UCL+UEL            | 2+16               | 0+0                | -           | -           | -           | 61     | 4      |
| 2022-2023              | Rangers                | SP                     | 25         | 2          | SC+CdL          | 3+2             | 1+0             | UCL                | 8                  | 0                  | -           | -           | -           | 38     | 3      |
| 2023-2024              | Rangers                | SP                     | 30         | 0          | SC+CdL          | 3+4             | 0               | UCL+UEL            | 4+7                | 0                  | -           | -           | -           | 48     | 0      |
| Totale Rangers         | Totale Rangers         | Totale Rangers         | 192        | 15         |                 | 35              | 3               |                    | 82                 | 5                  |             | -           | -           | 309    | 23     |
| 2024-2025              | Arīs Limassol          | A                      | 31         | 0          | CC              | 1               | 0               | -                  | -                  | -                  | -           | -           | -           | 32     | 0      |
| Totale Carriera        | Totale Carriera        | Totale Carriera        | 366        | 25         |                 | 58              | 4               |                    | 82                 | 5                  |             | 3           | 0           | 509    | 34     |

## Palmarès

### Club

#### Competizioni nazionali
- Campionato scozzese: 1

Rangers: 2020-2021
- Coppa di Scozia: 1

Rangers: 2021-2022
- Coppa di Lega scozzese: 1

Rangers: 2023-2024